# جیمز بیوکنن دوک

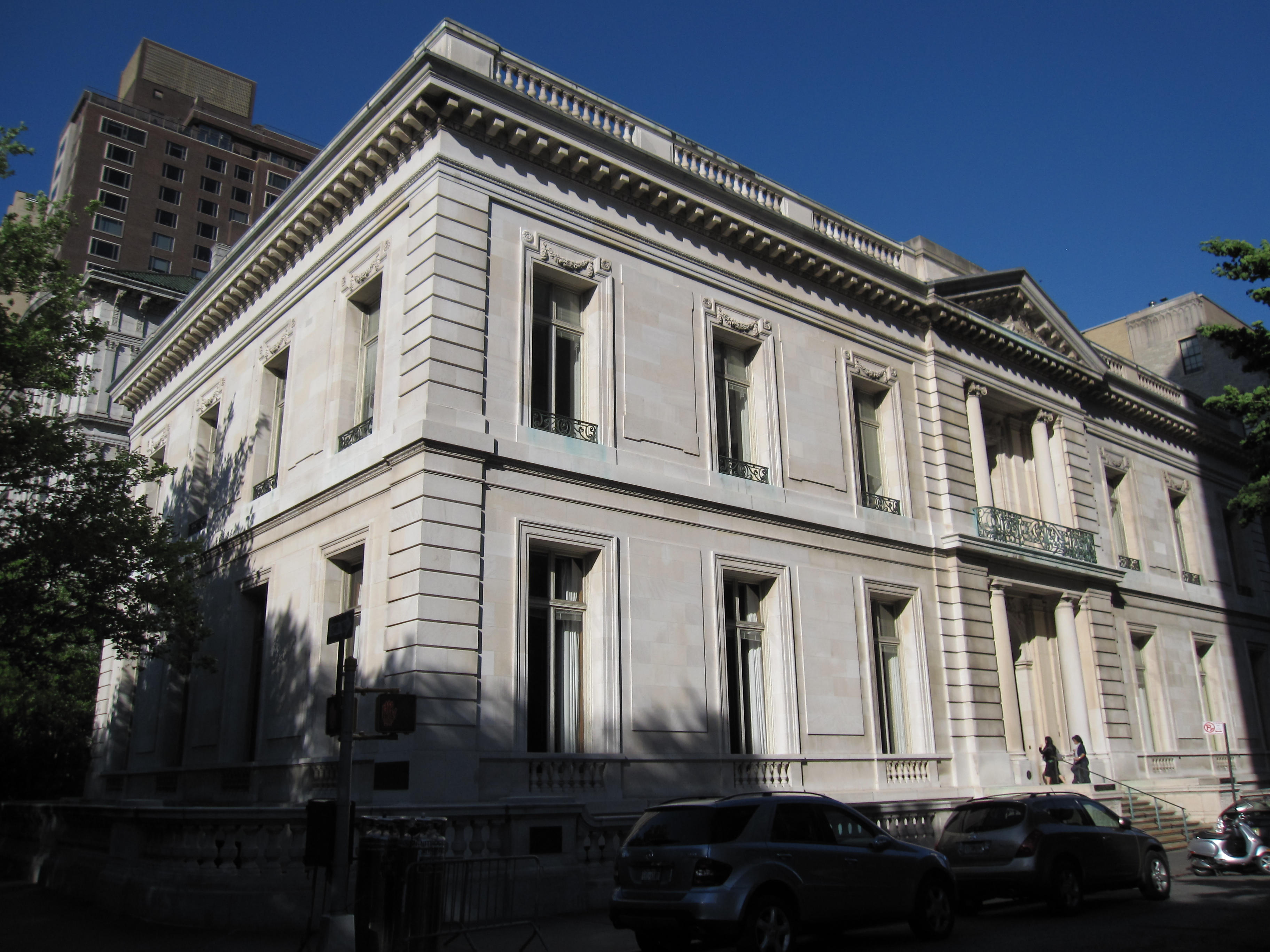
عمارت جیمز بی. دوک در خیابان پنجم نیویورک

جیمز بیوکنن دوک (به انگلیسی: James Buchanan Duke) ‏ (۲۳ دسامبر ۱۸۵۶ - ۱۰ اکتبر ۱۹۲۵) صنعتگر آمریکایی در زمینه تنباکو و برق بود، که بیش از همه به دلیل ایجاد تولید و بازاریابی سیگار، و نقشش در دانشگاه دوک، همچنین بنیانگذاری بزرگترین شرکت برق ایالات متحده شرکت دوک انرژی شناخته می‌شود.